# Justicia stipitata
Justicia stipitata är en akantusväxtart som beskrevs av D.C. Wasshausen och M.T.K. de Arroyo. Justicia stipitata ingår i släktet Justicia och familjen akantusväxter. Inga underarter finns listade i Catalogue of Life.